# هملت (فیلم ۱۹۵۴)
«هملت» (انگلیسی: Hamlet) یک فیلم است که در سال ۱۹۵۴ منتشر شد.